# Peking Express (Nederland & Vlaanderen)
Peking Express is een Nederlands-Vlaamse reality-serie waarin verschillende koppels al liftend in een exotische land hun einddoel moeten bereiken. De serie is een coproductie tussen Q2 en Net5. In het seizoen 2012 was de productie enkel in handen van Net5. Tot 2008 werd het Vlaamse deel verzorgd door VT4. In het televisieseizoen 2005-2006 gingen er ook Duitse en Franse versies van Peking Express van start.

## Seizoensoverzicht
| Jaar | Titel                             | Begin datum      | Presentatie                           | Winnaars          | Runner-ups         | Andere kandidaten (op volgorde van eliminatie)                                                                            | Bezochte landen                     |
| ---- | --------------------------------- | ---------------- | ------------------------------------- | ----------------- | ------------------ | --- | ----------------------------------- |
| 2004 | Peking Express                    | 14 maart 2004    | Roos Van Acker, Ernst-Paul Hasselbach | Hans & Rani       | Reinier & Clarinca | Frederik & Ann, Robert & Arthur, Sanne & Lotte (gestopt), Fleur & Bart, Joeri & Wesley (gestopt), Jeske & Elias           | - Rusland - Mongolië - China        |
| 2005 | Peking Express: De Himalaya Route | 6 maart 2005     | Roos Van Acker, Art Rooijakkers       | Karla & Sophie    | Krieke & Nathalie  | Stephan & Marco, Herman & Kris, Steven & Sofie, Jeroen & Manja, Just & Brechtje, Rinck & Jorien                           | - China - Nepal - India             |
| 2006 | Peking Express: De Mekong Route   | 5 maart 2006     | Roos Van Acker, Art Rooijakkers       | Yves & Wendy      | Chris & Lut        | Marjolein & Martijn, Miranda & Jan, Inge & Lien, Bliss & Frank, Marc & Theo, Amir & Jimmy                                 | - Vietnam - Cambodja - Laos - China |
| 2007 | Peking Express: Zuid-Amerika      | 25 februari 2007 | Roos Van Acker, Art Rooijakkers       | Pascal & Miranda  | Egbert & Jozefien  | Ralph & Servio, Hannes & Jesse, Piet & Sylvia, Paul & Pascalle, Raf & Martha, Hans & Emily, Anja & Nancy                  | - Brazilië - Bolivia - Peru         |
| 2008 | Peking Express: De Revolutieroute | 5 maart 2008     | Roos Van Acker, Art Rooijakkers       | Mark & Marlinde   | Peter & Veronique  | Dieter & Steven, Wendy & Bruno (gestopt), Jamila & Hassan (3e keer), Josje & Loes, Liesbeth & Raymond, Marion & Dominique | - Mexico - Nicaragua - Venezuela    |
| 2012 | Peking Express 2012               | 1 april 2012     | Sol Wortelboer                        | Quentin & Annebet | Bas & Semih        | Niek & Sander, Hans & Robin, Marjolein & Ineke, Helena & Angelique, Natascha & Charissa                                   | - Zuid-Korea - Filipijnen           |
| 2017 | Peking Express 2017               | 9 april 2017     | Sean Dhondt, Rik van de Westelaken    | Brecht & Cedric   | Siham & Hicham     | Laura & An-Sophie, Awa* & Margot*, Stef & Margot* , August & Awa*, Joep & Frank                                           | - Vietnam - Laos - Cambodja         |

- Awa & Margot kwamen later terug als een nieuw samengesteld duo.

## Peking Express-varianten

### Peking Express VIP
Een groep bekende Nederlanders reist door India met een beperkt budget.

### In het spoor van Peking Express
Een aantal bekende Nederlanders gaat op stap in de gebieden waar de koppels van Peking Express ook reizen. Ze maken hierbij kennis met de lokale cultuur. In tegenstelling tot de originele serie is het race-aspect afwezig.

### Boek
Marc Helsen schreef een boek over de serie, eveneens genaamd In het spoor van Peking Express.

## Muziek
De leadertune heeft de naam Summon the Worms en is van Brian Tyler van het album Children of Dune.
Verder wordt er filmmuziek gebruikt van diverse componisten zoals Hans Zimmer met onder andere The peacemaker, Hannibal, Crimson tide, Klaus Badelt met Pirates of the Caribbean, Trevor Rabin met Enemy of the State, Harry Gregson Williams met Spy Game, John Powell met Pay Check en The Italian Job, John Williams met Harry Potter en John Barry met You Only Live Twice en The Incredibles van Pixar.

## Vermeende manipulatie
In maart 2006 kwam ex-medewerker Marc Hoogesteyns met het nieuws naar buiten dat het programma Peking Express gemanipuleerd wordt. Zo zei Hoogesteyns "omdat bepaalde kandidaten interessanter waren voor het programma regelde de producent een lift voor hen". Volgens hem werden er in het eerste seizoen een aantal "saaiere" koppels uit de race gegooid, door andere koppels gearrangeerd liften aan te bieden. Net5 wilde graag een Nederlands koppel in de finale, en dit werd geregeld door producent Kanakna.
In India zouden meerdere ongelukken zijn gebeurd met productiewagens en voertuigen van de lokale bevolking. De bemanning van de productiewagen zou de opdracht gekregen hebben na een ongeval gewoon door te rijden. Het personeel maakte werkdagen van twintig uur. "Het moest alleen maar spetterende televisie opleveren", aldus Hoogsteyns. Ook zou er in het eerste seizoen van Peking Express een ruzie zijn geweest tussen producent Kanakna en een aantal tolken uit Moskou, omdat zij na de reis niet werden teruggevlogen.
Producent en bedenker Ludo Poppe heeft niet gereageerd op de uitspraken van Hoogesteyns. Volgens hem "zit hij uit zijn nek te lullen" en is hij "een pathologische leugenaar". Hoogesteyns zou al langer problemen hebben met het bedrijf, en werd ontslagen nadat hij plotseling voor Endemol ging werken.